# 千葉聡
千葉 聡（ちば さとし、1968年9月4日 - ）は、日本の歌人、高校教諭。短歌同人誌「かばん」所属。

## 概要
神奈川県横浜市生まれ。東京学芸大学教育学部卒業後、シンガポール日本人学校中学部教諭時代に朝日歌壇の佐佐木幸綱選歌欄に投稿。國學院大學大学院文学研究科（博士課程後期）単位取得退学。その後、横浜市立上菅田中学校、横浜市立戸塚高等学校、横浜市立桜丘高等学校、横浜市立横浜サイエンスフロンティア高等学校・附属中学校にて教員をしながら、歌人活動をしている。作風は口語短歌で、固有名の付いた人物が多数登場するなど、物語志向の強い青春小説風の連作を得意とする。教育現場を舞台としたエッセイの執筆も行っており、『飛び跳ねる教室』は上菅田中学校、『今日の放課後、短歌部へ！』は戸塚高校、『グラウンドを駆けるモーツァルト』は桜丘高校がモデルである。三省堂の教科書「明解国語総合」編集委員。

## 年譜
- 1998年 『フライング』で第41回短歌研究新人賞受賞。
- 2000年  第一歌集『微熱体』を出版。
- 2001年  アンソロジー『現代短歌最前線』（下巻）、『現代短歌一〇〇人二〇首』に収録。
- 2003年  第二歌集『そこにある光と傷と忘れ物』を出版。
- 2007年  アンソロジー『恋うたの現在』に収録。
- 2010年 第三歌集『飛び跳ねる教室』を出版。

## 作品

### 歌集
- 『微熱体』（2000・短歌研究社）ISBN 978-4885515163
  - 『微熱体』（2021・書肆侃侃房）ISBN 978-4863854635 - 「現代短歌クラシックス」シリーズの1冊として復刊
- 『そこにある光と傷と忘れもの』（2003・風媒社）ISBN 978-4833120487
- 『飛び跳ねる教室』（2010・亜紀書房）ISBN 978-4750510163
- 『今日の放課後、短歌部へ！』（2014・角川書店）ISBN 978-4046528216
- 『海、悲歌、夏の雫など』（2015・書肆侃侃房）ISBN 978-4863851788
- 『グラウンドを駆けるモーツァルト』（2021・角川書店）ISBN 978-4048843997

### 編著
- 東直子・佐藤弓生・千葉聡編著『短歌タイムカプセル』（2018・書肆侃侃房）ISBN 978-4-86385-300-3
- 『短歌研究ジュニア　はじめて出会う短歌100』（2020・発行：短歌研究社、発売：講談社）ISBN 978-4-06-520929-5

### エッセイ
- 『短歌は最強アイテム　高校生活の悩みに効きます』（2017・岩波ジュニア新書）ISBN 978-4-00-5008636
- 小島なお・千葉聡著『短歌部、ただいま部員募集中！』（2022・岩波ジュニアスタートブックス）ISBN 978-4-00-027244-5

### 小説
- 『90秒の別世界　短歌のとなりの物語』（2019・立東舎）ISBN 978-4-8456-3343-2

### アンソロジー
- 『現代短歌最前線』（下巻・2001・風媒社）
- 『現代短歌一〇〇人二〇首』（2001・邑書林）
- 『恋うたの現在』（2006・角川書店）

### 連載
- ポプラビーチ『一時間目、短歌。』
- バジリコバジリコ『飛び跳ねる教室』
- 小説すばる『黒板の隅に書いた歌』（2011～2012）
- 角川学芸出版「短歌」『今日の放課後、短歌部へ！』（2011～）
- 短歌研究『人生処方歌集』（佐藤弓生と共同）（2018～）